# Paectes roseovincta
Paectes roseovincta är en fjärilsart som beskrevs av W. Warren 1914. Paectes roseovincta ingår i släktet Paectes och familjen nattflyn. Inga underarter finns listade i Catalogue of Life.